# Олександрівська сільська рада (Долинський район)
| Олександрівська сільська рада — орган місцевого самоврядування у Долинському районі Кіровоградської області з адміністративним центром у с. Олександрівка. Сільській раді підпорядковані населені пункти: - с. Олександрівка - с. Новомихайлівка - с. Новошевченкове |

## Склад ради
Рада складається з 16 депутатів та голови.

### Керівний склад ради
| ПІБ                          | Основні відомості                                                                             | Дата обрання | Дата звільнення |
| ---------------------------- | --------------------------------------------------------------------------------------------- | ------------ | --------------- |
| Бабенко Василь Миколайович   | Сільський голова, 1954 року народження, освіта, член Всеукраїнського об'єднання 'Батьківщина' | 26.03.2006   | 31.10.2010      |
| Кушніренко Ольга Анатоліївна | Сільський голова, 1964 року народження, освіта вища, позапартійна                             | 31.10.2010   |                 |

Примітка: таблиця складена за даними джерела

## Населення
Згідно з переписом УРСР 1989 року чисельність наявного населення села становила 1366 осіб, з яких 608 чоловіків та 758 жінок.
За переписом населення України 2001 року в селі мешкало 1160 осіб.

### Мова
Розподіл населення за рідною мовою за даними перепису 2001 року:
| Мова       | Відсоток |
| ---------- | -------- |
| українська | 95,95 %  |
| російська  | 2,24 %   |
| молдовська | 0,86 %   |
| білоруська | 0,69 %   |
| інші       | 0,26 %   |